# Sint-Rochustoren

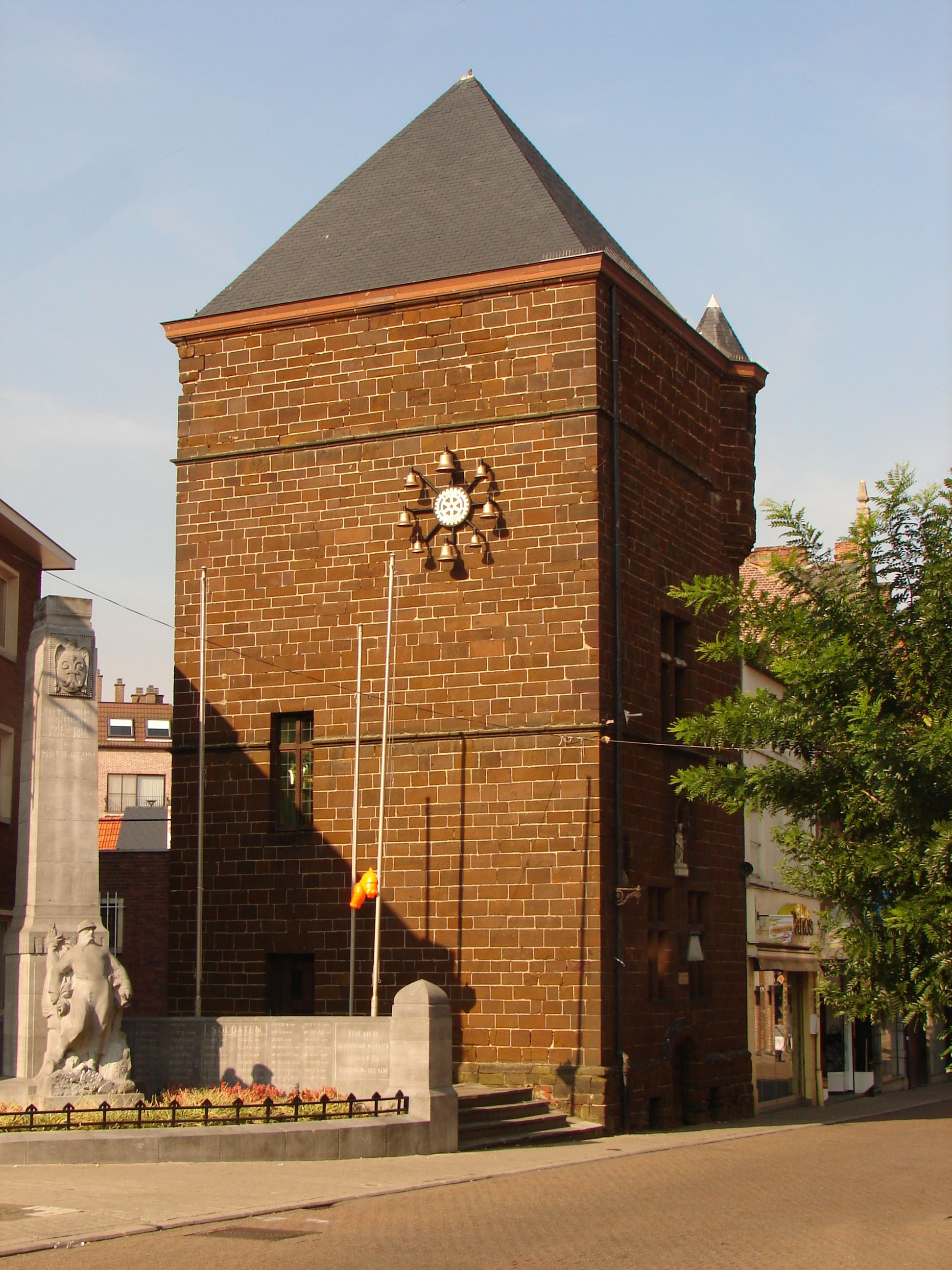
De Sint-Rochustoren in de 21e eeuw

De Sint-Rochustoren is het enige overblijfsel van het middeleeuws stadhuis dat in 1578 werd verwoest in de Belgische plaats Aarschot en ligt aan de Grote Markt. De gotische toren werd omstreeks 1300 opgetrokken in ijzerzandsteen in groot en klein verband. Hij telt drie verdiepingen en een hoektorentje in overstek. In de nis aan de straatkant is een beeldje van Sint-Rochus geplaatst, samen met Onze-Lieve-Vrouw een belangrijke heilige in de stad. Het gebouw werd gebruikt als wachttoren door de gildes, later werd het gebruikt als politiebureau en dienst voor toerisme. Op 25 maart 1938 werd de toren als monument geklasseerd.

## Geschiedenis
Na de verwoesting van het stadhuis tijdens de plundering van Aarschot in 1578, vergaderde het stadsbestuur verder aan de Grote Markt in een toren die door het vuur was gespaard. Pas in 1719 bouwde de stad een nieuw stadhuis tegen de Sint-Rochustoren die sindsdien dienstdeed als veilige bewaarplaats van de stedelijke vrijheidskeure en van andere belangrijke stedelijke archiefstukken.
Op 31 januari 1920 besliste de gemeenteraad om het aanpalende en door de Duitse troepen in de Eerste Wereldoorlog afgebrande stadhuis af te breken en tegelijk "den ouden Spaanschen Sint-Rochustoren" te herstellen. Tevens werd aldaar een oorlogsmonument opgericht ter ere van de gesneuvelde militairen en vermoorde burgers.
Sinds 11 juli 2005 is de Sint-Rochustoren voor het grote publiek opengesteld door de Orde van de Hagelanders, een reënactorvereniging uit Aarschot.